# Hospital (Tivissa)
L'Hospital de Tivissa és una obra inclosa a l'Inventari del Patrimoni Arquitectònic de Catalunya.

## Descripció
Situat al carrer de l'Hospital, davant del carrer del Martell. Edifici cantoner de planta irregular que consta de tres façanes vistes, en una de les quals hi ha l'accés a la Casa de la Vila. Consta de planta baixa, pis i golfes i té la coberta a dues vessants amb el carener paral·lel a la façana. El frontis s'obre amb dos portals d'arc de mig punt adovellat; el primer té una creu gravada a la clau i la part superior amb l'indicatiu "HOSPITAL MUNICIPAL" pintat amb lletres blaves, mentre que el segon té la data "1724" a la clau. El segon portal dona accés a la Capella de la Mare de Déu dels Desemparats. Aquesta presenta una única volta de canó a la part de l'absis i un senzill cor sostingut amb bigues de fusta. Els pisos superiors del frontis s'obren amb finestres d'arc de mig punt arrebossat, agrupades de dos en dos, excepte la que hi ha sobre el portal de la capella, que té forma d'òcul. En una façana lateral de l'edifici hi ha l'entrada a l'ajuntament, d'arc escarser adovellat. A l'interior d'aquesta part, reformat en època contemporània, s'hi conserven voltes amb arcs apuntats, que podrien correspondre's amb restes del castell de Tivissa. En aquesta mateixa reforma, es va afegir una torre amb rellotge sobre la coberta. El ràfec està acabat amb una imbricació de rajols i teules ceràmiques pintades de blanc. L'acabat exterior de l'edifici és arrebossat i pintat de color blanc, amb els angles cantoners definits amb carreus escairats.

## Història
El castell de Tivissa estava situat en l'actual barri del Castell. Aquest va ser destruït pels volts de 1725. Sobre les seves restes es van construir nous edificis, entre els quals hi ha el de l'Hospital, on al segle xviii s'hi habilità l'ajuntament. Durant la Guerra de la Independència una bona part del poble va ser cremat, junt amb l'ajuntament i els arxius municipals. Va reconstruir-se entre finals del segle xix i principis del XX, i modernitzat durant el darrer terç del segle xx.